# Аврора (издательство)
«Аврора» — советское и современное российское специализированное издательство, расположенное в Ленинграде (Санкт-Петербурге) с отделением в Москве. Основано в 1969 на базе Ленинградского филиала издательства «Советский художник».
Выпускает художественные альбомы, репродукции картин, открытки и буклеты с текстами на русском и иностранных языках. По информации, размещённой на сайте издательства «Аврора», за время существования издательства выпущено около 23 тысяч названий общим тиражом более 1300 млн экземпляров.
Принимает участие в международных книжных выставках-ярмарках в Санкт-Петербурге, Минске (ММКВЯ), Москве (ММКВЯ) и Франкфурте-на-Майне.

## История
1969 год — на базе Ленинградского филиала издательства «Советский художник» основано издательство «Аврора» (Постановление Совета Министров СССР от 17 сентября 1968 г. N 73, приказ Государственного комитета по печати при Совете Министров СССР от 4 ноября 1968 г. N 438). До 1972 года находилось в ведении Государственного комитета при Совете Министров СССР по печати.
С 1972 по 1978 год издательство находилось в ведении Государственного комитета Совета Министров СССР по делам издательств, полиграфии и книжной торговли.
С 1978 по 1999 год подчинялось Госкомиздату СССР.
1999 год — передано Министерству по делам печати, телерадиовещания и средств массовых коммуникаций РФ (Постановление Правительства РФ от 10 октября 1999 г. N 1022).
2003 год — реорганизовано в Открытое акционерное общество "Издательство «Аврора».

## Издательские серии
- Мастера советской живописи
- Национальные школы живописи
- Шедевры архитектуры
- Русские художники
- Публикация одного памятника
- Мастера мировой живописи
- Хранится в музеях СССР (комплект открыток двойного формата)
- Библиотека «Авроры»; и другие

## Авторы, сотрудничающие с издательством
Глеб Райков, Нонна Глинка (Мурашова), Юлианна Черемская, Елена Жерихина, Наталья Глинка (Никулина), Евгений Ходаковский, Зейнаб Бахтуридзе, Андрей Вассоевич, Александр Потравнов и Татьяна Хмельник, Валерий Воскобойников, Александр Рупасов, Александр Чистиков, Николай Иванов.